# 枯葉のうわさ
「枯葉のうわさ」（かれはのうわさ）は、1967年11月1日に発売された弘田三枝子のシングル（規格品番：P-3）。

## 解説
1970年代前半まで筒美京平作曲・編曲作品にはチェンバロが数多く用いられているが、本作でも主旋律に、隠し味に、又様々な楽器とのユニゾンで用いられている。
橋本淳による一語一句をまるで枯葉を並べるみたいに軽く散りばめた歌詞は、現実的なストーリーやシチュエーションとは全く無意味なセンスだけのフレーズにして失恋の感傷を的確に伝える。
B面曲「悲しみの足音」は、和風な味付も殆どみられない独特の時期の、趣味のいいニ短調のシンプルなボサノバ。
オリジナル7インチシングル盤歌詞カードには、歌詞と共にA・B面曲各々のメロディー譜が印刷されている。

## 収録曲
※原出典においては「作詞」が「作詩」と表記されている。
- 両楽曲共に、作詞：橋本淳／作曲・編曲：筒美京平

1. 枯葉のうわさ [02:40]
2. 悲しみの足音 [02:50]

## 演奏者
- コロムビア・オール・スターズ

## スタッフ
- 制作担当：東元晃